# Джонстаун (Пенсильвания)
Джонстаун (англ. Johnstown) — крупнейший город в округе Камбрия, штат Пенсильвания, США. Население составляло 18 411 человек по данным переписи 2020 года. Расположенный в 57 милях (92 км) к востоку от Питтсбурга, он является главным городом метрополитенского статистического ареала Джонстауна и имел 133 472 жителей в 2020 году. Он также является частью объединенной статистической области Джонстаун-Сомерсет, которая включает округа Камбрия и Сомерсет.

## История
Джонстаун был основан в 1770 году. Город пережил три крупных наводнения за свою историю. Наводнение в Джонстауне 31 мая 1889 года произошло после того, как Плотина Саут-Форк (англ. South Fork Dam) рухнула в 14,1 милях (22,7 км) вверх по течению от города во время сильных дождей. По меньшей мере 2209 человек погибли в результате наводнения и последующего пожара, который бушевал среди обломков. Ещё одно крупное наводнение произошло в 1936 году. Несмотря на обещание президента Франклина Делано Рузвельта сделать город защищённым от наводнений и несмотря на последующие работы по этому вопросу, ещё одно крупное наводнение произошло в 1977 году.
До того, как стать независимым городом, Уиндбер (Пенсильвания) (англ. Windber, Pennsylvania), штат Пенсильвания, считался частью города.
Город является местом расположения пяти национальных исторических районов: исторический район Даунтаун-Джонстаун, исторический район Камбрия-Сити, исторический район Майнерсвилл, исторический район Моксхэм и исторический район Олд-Конемо-Боро.